# Porsche 911 GT3 R (991)
Chronologie des modèles
Porsche 911 GT3 R (997) Porsche 911 GT3 R (992)
La Porsche 911 (991) GT3 R est une automobile de compétition développée et fabriquée par Porsche pour courir dans la catégorie GT3 de la Fédération internationale de l'automobile. Elle est dérivée de la Porsche 911 GT3 RS (991) dont elle tire son nom.

## Aspects techniques
La Porsche 991 GT3 R est dotée d'un moteur Flat-6 de 550 ch refroidi par eau et d'une boîte de vitesses séquentielle à 6 rapports. Voiture de compétition-client, elle est issue de la GT3 RS de série et conçue pour la compétition en championnat GT3 de la FIA. Elle est équipée d'un arceau-cage soudé, d'un réservoir à carburant de sécurité et d'un système d'extinction d'incendie. Certains éléments de carrosserie sont constitués de composites et de polycarbonate pour les fenêtres. Portes, capots, ailes et toit sont réalisés en carbone. 
En 2015, la Porsche 991 GT3 R est disponible à l'achat pour la somme de 429 000 euros hors-taxe.

## Histoire
Héritière de la Porsche 997 GT3 R, la 991 GT3 R fait son apparition trois ans après l'arrivée de la génération 991. Livrée en décembre 2015, elle fait ses débuts en compétition à Daytona en 2016. En 2017, la Porsche 991 GT3 R de Herberth Motorsport remporte les 24 Heures de Dubaï.